# Szárnovszky Ferenc
Szárnovszky Ferenc (Pest, 1863. december 25. – Budapest, 1903. április 29.) magyar szobrász és éremművész.

## Életpályája
Szárnovszky Ferenc szabó és Schlahutka Katalin fiaként született, 1863. december 28-án keresztelték a pest-józsefvárosi plébánián. A Bécsi Akadémián, Londonban és Párizsban végezte el tanulmányait. Az Akadémián Weyr és Edmund von Hellmer tanítványa volt. 1886–1889 között Párizsban dolgozott; ekkor Henri Chapu és Alexandre Falguière voltak mesterei. Az 1890-es évek közepétől a szobrászat felé fordult. 1890-ben Joseph Boehm londoni szobrásznál dolgozott. 1893-ban ismét Párizsba utazott, hogy új techhnológiákat tanulmányozzon az éremművészet területén.
Először a párizsi Salonban állította ki műveit, ahol a kortárs francia éremművészet kiváló mestereit – Hubert Ponscarme, Jules-Clément Chaplain, Oscar Roty – tanulmányozta. Az elsők között csatlakozott a modern francia törekvésekhez. Leginkább kisplasztikákat, érmeket és plaketteket készített. Érmei közül jelentősebb az Iparművészeti Múzeum érme (1895) és a Szt. László-érem (1892). Monumentális szoboralkotásai közül jelentősebb műve a szekszárdi Garay János-emlékmű (1898).
Szárnorszky Ferenc idegi eredetű betegsége úrrá lett rajta; Siklóssy László szerint öngyilkos lett, ugyanakkor a halotti anyakönyvi bejegyzése szerint hűdéses elmezavar következtében hunyt el a Szent János kórházban. Temetésére a Farkasréti temetőben került sor. Felesége Tillinger Johanna volt.

## Művei

### Szobrok
- Garay János-szobor Szekszárdon (1898, Garay tér)

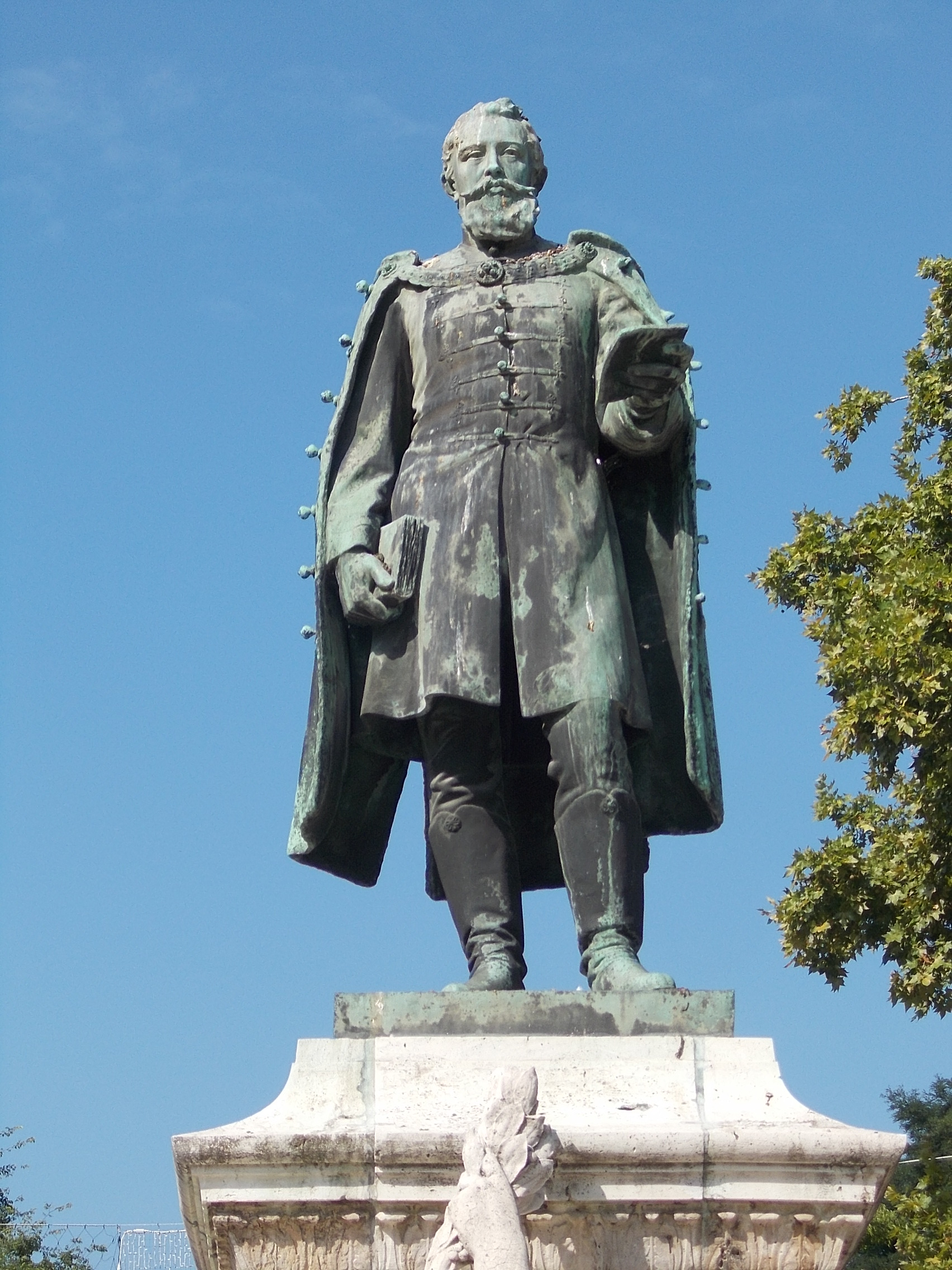
Garay János-szobor (Szárnovszky Ferenc, 1898)

- Kiegyezés
- Baross Gábor mellszobra

### Érmek
- Petőfi Sándor emlékérme
- I. László magyar királyról (1892)[8]
- a Magyar Iparművészeti Múzeum (1895)
- Benczúr Gyuláról (1895)
- Munkácsy Mihályról (1897)[9]
- Hubay Jenőről (1898)
- I. Ferenc József magyar királyról
- Ybl Miklósról (1899)
- Katona Józsefről (1900)